# Демидівка (Полтавський район)
Деми́дівка — село в Україні, у Решетилівській міській громаді, Полтавському районі Полтавської області. Населення становить 626 осіб. До 2020 орган місцевого самоврядування — Демидівська сільська рада.

## Географія
Село Демидівка знаходиться на березі річки Вільхова Говтва, вище за течією на відстані 2,5 км розташоване село Нова Диканька, нижче за течією примикає село Литвинівка. Річка в цьому місці звивиста, утворює лимани, стариці та заболочені озера.

## Історія
12 червня 2020 року, відповідно до розпорядження Кабінету Міністрів України № 721-р «Про визначення адміністративних центрів та затвердження територій територіальних громад Полтавської області», село увійшло до складу Решетилівської міської громади.
19 липня 2020 року, в результаті адміністративно - територіальної реформи та ліквідації Решетилівського району, село увійшло до складу новоутвореного Полтавського району Полтавської області.

## Населення
Згідно з переписом УРСР 1989 року чисельність наявного населення села становила 703 особи, з яких 311 чоловіків та 392 жінки.
За переписом населення України 2001 року в селі мешкали 624 особи.

### Мова
Розподіл населення за рідною мовою за даними перепису 2001 року:
| Мова       | Кількість | Відсоток |
| ---------- | --------- | -------- |
| українська | 599       | 95.69%   |
| російська  | 27        | 4.31%    |
| Усього     | 626       | 100%     |

## Економіка
- Молочно-товарна та свино-товарна ферми.
- «Світоч», сільськогосподарське ТОВ
- «Демидівське», сільгосппідприємство.

## Об'єкти соціальної сфери
- Школа.

## Відомі люди
- Варв'янський Станіслав Михайлович (1937—2017) — український науковець, доктор філософських наук, професор кафедри філософії та політології Вищого навчального закладу Укркоопспілки «Полтавський університет економіки і торгівлі».
- Юрій Горліс-Горський (Городянин-Лісовський) — український військовий і громадський діяч, старшина Армії УНР, автор історичного роману «Холодний Яр».
- Міщенко Іван Володимирович — радянський підпільник часів німецько-радянської війни.
- Нетеса Роман Валентинович (1997—2017) — український військовик, старший солдат Збройних сил України, учасник російсько-української війни[7].